# Kigoma
Kigoma város Tanzánia nyugati szélén, a burundi határtól kb. 50 km-re délre. 775 méter tszf. magasságban fekszik a Tanganyika-tó partján. Az azonos nevű régió székhelye. Lakossága a 2007-es népszámlálás szerint 135 ezer fő volt.
A város a Dar es-Salaamból induló vasútvonal végállomása, és Burundi felé a legfontosabb tranzitkikötő: fát, gyapotot, dohányt hajóznak be.
Innen 8 km-re délre egy régi halászfalu, Ujiji helyezkedik el, ahol 1871-ben Henry M. Stanley rátalált az eltűnt David Livingstone-ra.

## Fordítás
- Ez a szócikk részben vagy egészben  a   Kigoma című angol Wikipédia-szócikk fordításán alapul.  Az eredeti cikk szerkesztőit annak laptörténete sorolja fel. Ez a jelzés csupán a megfogalmazás eredetét és a szerzői jogokat jelzi, nem szolgál a cikkben szereplő információk forrásmegjelöléseként.